# 新東九州観光圏
新東九州観光圏（しんひがしきゅうしゅうかんこうけん ）は、観光圏整備法（観光圏の整備による観光旅客の来訪及び滞在の促進に関する法律）に基づいて認定された観光圏である。対象地域は、大分県中部から宮崎県北部にかけての地域で、対象となる自治体は、大分県由布市、別府市、大分市、臼杵市、津久見市、佐伯市、宮崎県延岡市の7市。観光圏のサブタイトルは、「東九州東方見聞録泉と浦の旅」。

## 概要
観光圏整備法は、広域にわたる観光地が連携した「観光圏」を整備することにより、2泊3日以上の滞在型の観光地域を形成することを目的としている。本観光圏は、2008年10月に初めて認定された16の観光圏のうちのひとつである。
新東九州観光圏では、2007年度の圏内の宿泊客数は320万人、1回あたりの平均宿泊数は1.48日/回であったが、2012年度にそれぞれ328万人、1.63日/回とすることを目標としている。計画期間は、2008年10月1日から2013年3月31日まで。
具体的には、9地区の滞在促進地区を定めて、知名度の高い大分県中部の温泉と、潜在的な吸引力を持つ大分県南部から宮崎県北部にかけての日豊海岸とを、東九州自動車道などの交通機関で結びつけ、「泉から浦への移動」、「浦から泉への移動」、「浦から浦への移動」によって、滞在型の観光圏の形成を目指す。

## 具体的事業の例
- 滞在促進地区のアート化事業 - 別府の町全体をアート化し「アートのまち」にする事業
- 移動手段の観光資源化事業 - トロッコ列車やベロタクシーなどにより、移動手段そのものを観光資源化する事業
- 浦の食ブランド化 - 関あじ・関さばに続く、新たな海産物のブランド化を目指す事業
- 浦の新商品開発事業 - 「浦の受け皿」となる「島巡り」、「入り江カフェ」、「観光朝市」及び「漁師レストラン」の4つの商品を開発する事業

## 滞在促進地区
- 別府温泉
- 塚原温泉
- 由布院温泉
- 湯平温泉
- 大分地区
- 佐賀関地区
- 蒲江地区
- 南北浦地区
- 川中・川北地区